# 南蹄目
南蹄目（なんていもく、Notoungulata）は、広義の有蹄類（午蹄類）の一種を占める動物群である。4つの亜目で構成されている。

## 進化史
午蹄中目の中で一番繁栄した目で、絶滅して、遺伝子解析ができないせいか、研究者によって、下位分類は様々だが属は150を確かに超えている。4つの亜目は暁新世後期にはすでに分化していた。化石記録によれば暁新世後期から更新世後期にかけて出土していて、漸新世から中新世前期に特に繁栄した。北米と、中国からモンゴルにかけて髁節目がいた影響か南蹄目の分布は南米に限定されるようになった。

## 形態
一般的に頭骨は短く頭頂部は幅が広く平たくなっている。この目の特徴は耳の構造が特殊で非常に大きい鼓胞をもち、鱗状骨の中にもう一つの大きな部屋を形成し、両者は管状の穴で通じているため非常に聴覚が発達していたと考えられている。またこの耳の特徴は現在の砂漠の哺乳類に似ている。南蹄類は初期の段階から植物食の哺乳類の特徴の臼歯を持っており、多くの種は歯冠を高く、犬歯は短くしていた。これは定向進化の一例である。普通は蹄をもつが、一部の種はかぎ爪をもっていた。蹄は普通は3つだった。非常に繁栄していて、他の有蹄類の動物に収斂してよく似た特徴をもつ種が多い。

## 分布
北アメリカには髁節目がしめていたせいか南アメリカのみに生息していた。

## 分類

### 上位分類
南蹄目に属すトクソドンは、コラーゲンの分析から、滑距目のマクラウケニアとともに、奇蹄目と姉妹群を成すことが明らかになった。これにより、南蹄目を「汎奇蹄類」（Panperissodactyla）に含める分類が提唱されている。

### 下位分類
3 - 4亜目に区別される。以下の分類はMcKenna & Bell（1997）に従って4亜目としたが、ヘゲトテリウム類をティポテリウム亜目に含める説もある。
- 南祖亜目 Notioprogonia
  - ヘンリコスボルニア科 Henricosborniidae
  - ノトスティロプス科 Notostylopidae - ノトスティロプス など
- トクソドン亜目[7]（トキソドン亜目[8]） Toxodonta
  - レオンティニア科 Leontiniidae
  - ホマロドテリウム科 Homalodotheriidae
  - イソテムヌス科 Isotemnidae
  - ノトヒップス科 Notohippidae
  - トクソドン科（トキソドン科） Toxodontidae - トクソドン、ネソドン（英語版） など
- ティポテリウム亜目 Typotheria
  - アルケオピテクス科 Archaeopithecidae（トクソドン亜目とする説もある[8]）
  - オールドフィールドトマシア科 Oldfieldthomasiidae（トクソドン亜目とする説もある[8]）
  - インテラテリウム科 Interatheriidae
  - Campanorcidae
  - メソテリウム科 Mesotheriidae - メソテリウム、アディノテリウム など
- ヘゲトテリウム亜目 Hegetotheria（ヘゲトテリウム上科としてティポテリウム亜目に含める説もある[8]）
  - アルケオヒラックス科 Archaeohyracidae
  - ヘゲトテリウム科 Hegetotheriidae

遠藤・佐々木（2001）では南祖亜目にアルクトスティロプス科Arctostylopidaeを含めていたが、McKenna & Bell（1997）ではアルクトスティロプス目Arctostylopidaとして独立させている。